# Flashdance... What a Feeling
Flashdance... What a Feeling è un singolo della cantante statunitense Irene Cara, pubblicato nel marzo 1983 come primo estratto dalla colonna sonora del film Flashdance ed incluso nel terzo album in studio di Irene Cara What a Feelin'.

## Descrizione
Il brano è stato composto dal produttore Giorgio Moroder, mentre i testi sono stati scritti dal batterista Keith Forsey in collaborazione con Cara stessa: quest'ultima era all'inizio riluttante ad apparire nel brano in quanto assente nel cast del film nonché per evitare eventuali comparazioni con Donna Summer, artista prodotta da Moroder, ma in seguito ha accettato di eseguirlo ottenendo in cambio la possibilità di completare la stesura del testo.
Nel film il brano viene riprodotto durante la sequenza di apertura del film e nel finale come sottofondo dell'audizione di Alex, in una versione registrata appositamente per il film con un arrangiamento differente da quella presente nel singolo.

## Riconoscimenti
Nel corso del 1984 il brano è stato premiato con l'Oscar alla migliore canzone, il Grammy Award alla miglior interpretazione vocale femminile pop e il Golden Globe per la migliore canzone originale, venendo inoltre candidata come miglior canzone pop/rock agli American Music Award.

## Tracce
1. Flashdance... What a Feeling – 3:55 (Keith Forsey, Irene Cara, Giorgio Moroder)
2. Found It – 4:30 (Irene Cara, Frank Floyd)

## Cover e altri utilizzi
Il brano è stato oggetto di numerose cover, tra cui spiccano quella di Marcia Hines del 1998, quella dei Global Deejays del 2005 e quella di Lea Michele e Jenna Ushkowitz del 2012 registrata per la serie televisiva Glee. Jason Derulo ha interpolato parte della melodia della canzone nel singolo The Sky's the Limit del 2010 ed Elisa l'ha interpretata durante la quarta serata del Festival di Sanremo 2022.

## Classifiche

### Classifiche settimanali
| Classifica (1983) | Posizione massima |
| ----------------- | ----------------- |
| Australia         | 1                 |
| Austria           | 4                 |
| Belgio (Fiandre)  | 22                |
| Canada            | 1                 |
| Danimarca         | 1                 |
| Finlandia         | 2                 |
| Francia           | 1                 |
| Germania          | 3                 |
| Giappone          | 1                 |
| Irlanda           | 3                 |
| Italia            | 1                 |
| Norvegia          | 1                 |
| Nuova Zelanda     | 1                 |
| Paesi Bassi       | 17                |
| Regno Unito       | 2                 |
| Spagna            | 1                 |
| Stati Uniti       | 1                 |
| Sudafrica         | 1                 |
| Svezia            | 1                 |
| Svizzera          | 1                 |

### Classifiche di fine anno
| Classifica (1983) | Posizione |
| ----------------- | --------- |
| Australia         | 2         |
| Austria           | 2         |
| Canada            | 4         |
| Germania          | 7         |
| Nuova Zelanda     | 4         |
| Regno Unito       | 27        |
| Stati Uniti       | 3         |
| Sudafrica         | 9         |
| Svizzera          | 1         |

### Classifiche di tutti i tempi
| Classifica (1958-2021) | Posizione |
| ---------------------- | --------- |
| Stati Uniti            | 38        |